# Osíčko
Osíčko (en allemand : Ositschko, précédemment : Ossiczko) est une commune du district de Kroměříž, dans la région de Zlín, en République tchèque. Sa population s'élevait à 461 habitants en 2025.

## Géographie
Osíčko se trouve à 7 km au nord-est de Bystřice pod Hostýnem, à 30 km au nord-est de Kroměříž, à 24 km au nord-nord-est de Zlín, à 98 km à l'est-nord-est de Brno et à 249 km à l'est-sud-est de Prague.
La commune est limitée par Horní Újezd et Provodovice au nord, par Komárno et Podhradní Lhota à l'est, par Rajnochovice au sud et par Loukov à l'ouest.

## Histoire
La première mention écrite de la localité date de 1360.

## Administration
La commune se compose de deux sections :
- Osíčko
- Přikazy

## Transports
Par la route, Osíčko se trouve à 8 km de Bystřice pod Hostýnem, à 36 km de Zlín, à 37 km de Kroměříž, à 99 km de Brno et à 305 km de Prague.